# ورزشگاه د. آفونسو هنریکس
ورزشگاه د. آفونسو هنریکس (انگلیسی: Estádio D. Afonso Henriques) ورزشگاه خانگی باشگاه فوتبال ویتوریا گیمارش است. ورزشگاه در ال ۱۹۶۵ افتتاح شد و در سال ۲۰۰۳ تجدید بنا شد و یکی از ورزشگاه‌های مسابقات جام ملت‌های اروپا ۲۰۰۴ بود. گنجایش ورزشگاه ۳۰۰۰۰ نفر و نام آن برگرفته از نخستین پادشاه از فهرست پادشاهان پرتغال می‌باشد. (این ورزشگاه در گذشته مونیسیپال گیمارش نامیده می‌شد.)